# Фанфары (фильм)
«Фанфары» (нидерл. Fanfare) — чёрно-белая кинокомедия 1958 года голландского режиссёра Берта Ханстра, номинированная на «Золотую пальмовую ветвь» (1959). Второй по посещаемости фильм голландского производства в Нидерландах.

## Сюжет
В маленькой голландской деревне происходит спор внутри духового оркестра, что приводит к его разделу на две враждующие группировки, каждая из которых ведёт борьбу за государственный грант. Сатирическая сторона комедии оттеняется романтической историей дерзкой красавицы и единственного на деревне полицейского.